# Künstlergilde Ulm
Die Künstlergilde Ulm e.V. ist ein gemeinnütziger Kunstverein in Ulm. Unter den rund 200 Mitgliedern finden sich sowohl haupt- als auch nebenberufliche Künstler ebenso wie Kunstinteressierte. 

## Geschichte und Tätigkeit
Die Gründung der Künstlervereinigung erfolgte am 23. Juli 1919 mit zunächst 52 Mitgliedern, davon 5 Damen, als Zusammenschluss der Ulmer Künstlerschaft. Mitglieder waren Maler, Bildhauer, Kunstgewerbler, Architekten und andere Interessierte. Die Initiative war vom Leiter der städtischen Malschule Ulm, dem Kunstbildhauer Karl Schäfer (1888–1956 oder 1957) ausgegangen, der dann auch zum ersten Gildemeister gewählt wurde. Neben der Auseinandersetzung mit neuen Bestrebungen in der Kunst ging es damals wie heute um das Finden von Ausstellungsmöglichkeiten, die Vertretung von gemeinsamen Interessen, die Vorbereitung von Ausstellungen, die Meinung von Kunstkritikern. Das Ansehen der Künstler sollte gestärkt werden. Man fand sich regelmäßig zusammen, führte Streitgespräche und organisierte gemeinsame Feste.
Die Künstlergilde ist Mitorganisatorin der Triennale „Ulmer Kunst“ im Museum Ulm, die im dreijährigen Rhythmus ausgerichtet wird. Bei Beratungen im Kulturausschuss der Stadt Ulm sind Vertreter der Gilde tätig. Die Arbeit des Vereins beruht auf ehrenamtlichem Einsatz. Eng verbunden mit der Künstlergilde Ulm e. V. ist die Ulmer Schule mit einem Programm an künstlerischen Kursen und Workshops.
Seit 2015 befinden sich die Räume des Vereins im Gebäude Donaustraße 5 in Ulm.

## Bekannte Mitglieder (Auswahl)
- Ludwig Ade, Bildhauer und Zeichner (1900–1992)
- Jakob Bräckle, Maler (1897–1987)
- Otto Geigenberger, Maler (1881–1946)
- Wilhelm Geyer, Maler, Glasmaler und Graphiker (1900–1968)
- Leo Kahn, Maler (1894–1983)
- Paul Kleinschmidt, Maler (1883–1949)
- Carl Pflüger, Maler, Zeichner und Grafiker (1905–1998)
- Helmut Friedrich Schäffenacker, Maler, Bildhauer und Keramiker
- Martin Scheible, Bildhauer, Keramiker und Maler (1873–1954)
- Max Arthur Stremel, Maler (1859–1928)
- Hermann Tomada, Maler und Bildhauer (1907–1990)
- Albert Unseld, Maler und Architekt (1879–1964)